# 莱门义
莱门义（Edmund Rensselaer Lyman）（1873年-1919年），美国人，清末在中国担任教师。

## 生平
1873年1月6日生于美国科罗拉多州博尔德（Boulder）县朗蒙特（Longmont）镇。
1891年进入斯坦福大学，主修化学专业。1896年毕业，获斯坦福大学文学士（A.B.）学位。
1896年至1897年在加利福尼亚州圣贝纳迪诺高中（San Bernardino High School）担任教师。
1897年在制糖厂担任化学工程师。
1898年至1901年在上海格致书院（今为上海市格致中学）担任教师。
1902年与Alice Marie Bell结婚。同年，在上海主持山西大学堂译书院的工作，但不久后就交由窦乐安负责。
1902年至1905年，出任山西大学堂教授，讲授化学。
1907年，返回美国，居住在俄勒冈州的波特兰（Portland），出任美国农业部（Department of Agriculture）化学局（Bureau of Chemistry）所属的食品检验实验室（Food Inspection Lab）的助理化学师。
1919年7月12日在美国华盛顿州斯卡吉特县（Skagit）石德罗-伍利镇（Sedro-Woolley）逝世。